# Sozialgericht für das Saarland

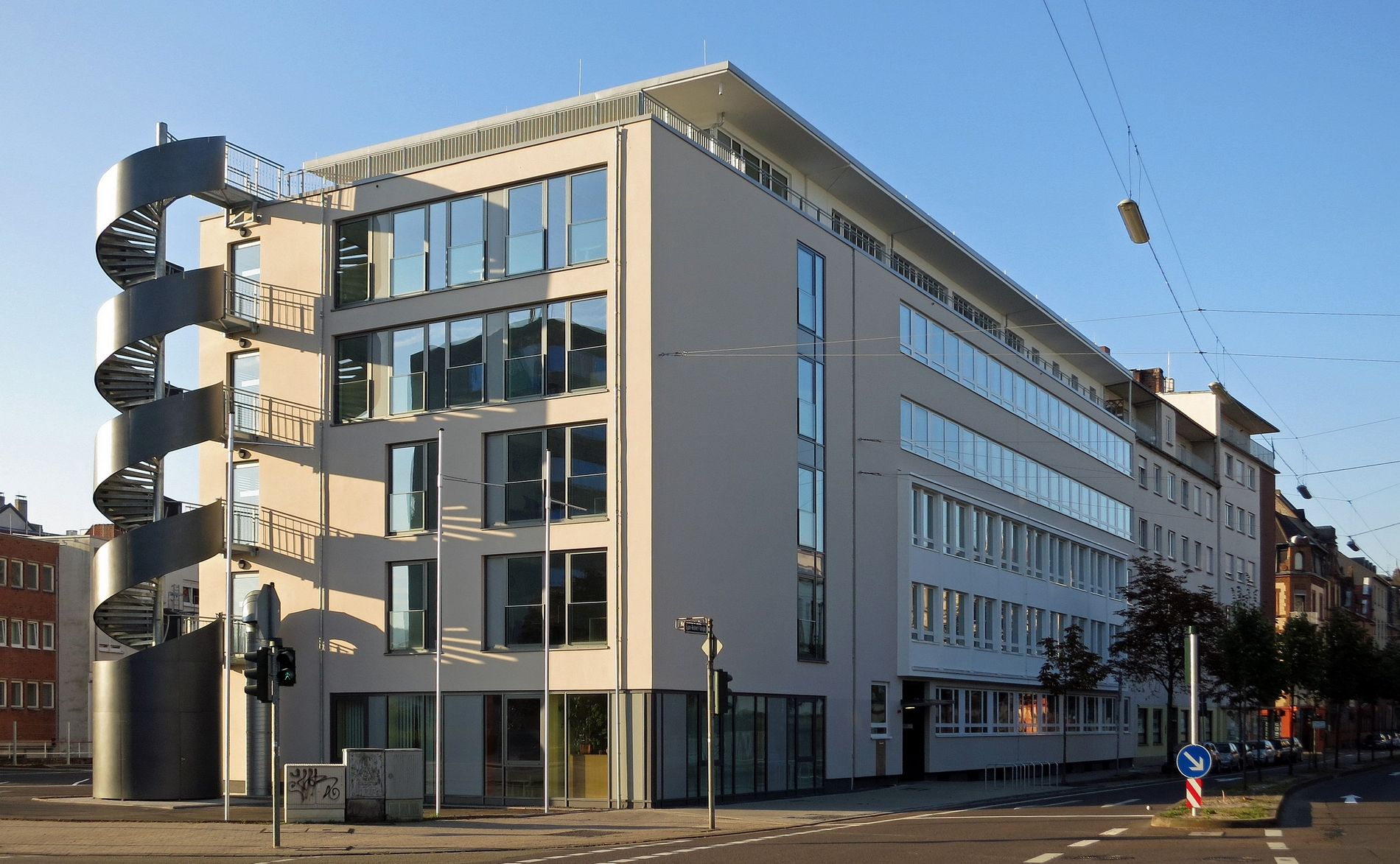
Gebäude des Sozialgerichts und Landessozialgerichts in Saarbrücken

Das Sozialgericht für das Saarland ist ein deutsches Gericht der am 1. Januar 1959 gegründeten Sozialgerichtsbarkeit des Saarlandes. Es ist das einzige Sozialgericht des Landes.

## Gerichtssitz und -bezirk
Das Gericht hat seinen Sitz in der Stadt Saarbrücken.
Der Gerichtsbezirk erstreckt sich auf das gesamte Gebiet des Bundeslandes. Er umfasst damit eine Fläche von etwa 2571 km2 mit einer Einwohnerzahl von ca. 995.000 (Stand 30. September 2017).

## Gerichtsgebäude
Das Gericht ist zusammen mit dem Landessozialgericht in einem Gebäude in der Egon-Reinert-Straße 4-6 untergebracht.

## Übergeordnete Gerichte
Dem Sozialgericht ist das Landessozialgericht für das Saarland übergeordnet. Diesem ist das Bundessozialgericht mit Sitz in Kassel übergeordnet.